# When You Look Me in the Eyes
When You Look Me in the Eyes (Quand tu me regardes dans les yeux en français) est un single enregistré par les Jonas Brothers en 2007 et issu de leur deuxième album Jonas Brothers. Le single est sorti le 25 janvier 2008 aux États-Unis et le 22 septembre au Royaume-Uni.